# Різк
Різк (араб. رزق), в ісламі — продовольчий пайок для осіб, внесених у диван. Видавався з 638 року, коли халіфом був Умар ібн аль-Хаттаб до кінця VIII століття.

## Опис
В Єгипті різк становив 1 ірдабб (25 кг) пшениці, по 1 кісту (1,5 л) рослинної олії й оцту, а також певну кількість м'яса; в Сирії — 2 модії (18—19 кг) пшениці, в Іраку — 1 джаріб (бл. 23 кг) пшениці. Членам родин воїнів, внесених у диван також призначався пайок (невідомого розміру).
У IX—X століттях різком називали переважно платню воїнів. За Саманідів у Середній Азії різком називали взагалі всі види платні. В Єгипті XII—XV століть — платню натурою з певної ділянки. В Османській імперії від XVI століття — ділянка землі, що приносила прибуток, зокрема вакфні землі (у формі різку).
У Корані різком названі кошти на існування, що їх Аллах дає людині. Звідти один з його епітетів, ар-Раззак («той, що надає», «той, що харчує»).